# Enriqueta Aymer de La Chevalerie
Enriqueta Aymer de La Chevalerie (fr. Henriette Aymer de la Chevalerie) (Saint-Georges-de-Noisne, 11 de agosto de 1767-París, 23 de noviembre de 1834) fue una religiosa francesa que, junto con José María Coudrin, fundó la Congregación de los Sagrados Corazones de Jesús y María en el año 1800.

## Vida
Nació en el pequeño castillo de Aymer, en el seno de una familia aristocrática en Saint-Georges-de-Noisne, cerca de Poitiers, Francia. Tuvo dos hermanos, Louis (1761-1818) y René Dominique (1771-1839). De niña, pasó un tiempo en la Abadía Sainte-Croix de Poitiers, para prepararse mejor para su primera comunión. Su padre, Louis-René Aymer, marqués de La Chevalerie y señor de La Fortranche, murió cuando ella tenía once años. Viviendo en la sociedad francesa en los últimos años del Antiguo Régimen, Enriqueta recibió una educación en los valores religiosos de la tradición francesa y la formación un tanto superficial, considerada apropiada para una mujer. En su juventud, su vida se centró en eventos glamurosos de la aristocracia, pero fue arrestada en octubre de 1793 junto con su madre durante la Revolución francesa por dar refugio a sacerdotes perseguidos. Escapando por poco de una ejecución, fue liberada en septiembre de 1794.
En prisión comenzó una vida religiosa. Salió de prisión en septiembre de 1794, a la edad de veintiocho años. Después de su liberación, se unió a la Asociación del Sagrado Corazón de Jesús, fundada en 1792 por Susanne Geoffroy y algunos compañeros. La Asociación era un grupo de mujeres que se reunían en secreto para orar y ayudar a los sacerdotes que vivían escondidos. Enriqueta pertenecía a un pequeño grupo llamado “Los Solitarios” dentro de la Asociación del Sagrado Corazón. Este grupo se sintió más atraído por vivir una vida religiosa.
Allí conoció al sacerdote Pedro Coudrin. Junto a él fundó la Congregación de los Sagrados Corazones de Jesús y María. Para ello, se asientan en 1797 en una propiedad adquirida por Aymer en la Rue des Hautes-Treilles, n.º 221, de Poitiers, llamada "Grand Maison", que anteriormente se denominaba "Casa Morière". El día de Navidad de 1800, ella y Coudrin hicieron votos solemnes y ese día puede considerarse la fecha de fundación de la Congregación. Aymer dirigió la rama femenina de la Congregación y Coudrin, la masculina.
En 1805, la congregación se trasladó de Poitiers a París, en la rue de Picpus, de ahí el nombre de congregación Picpus. Esta se convirtió en la Casa Madre. La imagen de Nuestra Señora de la Paz, venerada en la Congregación, fue acogida allí el 6 de mayo de 1806.
Aunque Enriqueta Aymer se mantuvo mayormente reservada, mostró gentileza y bondad hacia las hermanas y llegó a ser llamada "La bonne mère", es decir, la buena madre. Realizó más de veinte fundaciones en diferentes partes de Francia, asistió a la formación de las hermanas y apoyó a las superioras que nombró para las comunidades locales.
El 4 de octubre de 1829 sufrió un derrame cerebral y quedó paralizada del lado derecho, falleciendo en 1834. El proceso de beatificación se inició en febrero de 1925. El cierre de la Etapa Diocesana del Proceso de Beatificación se produjo en 2008.

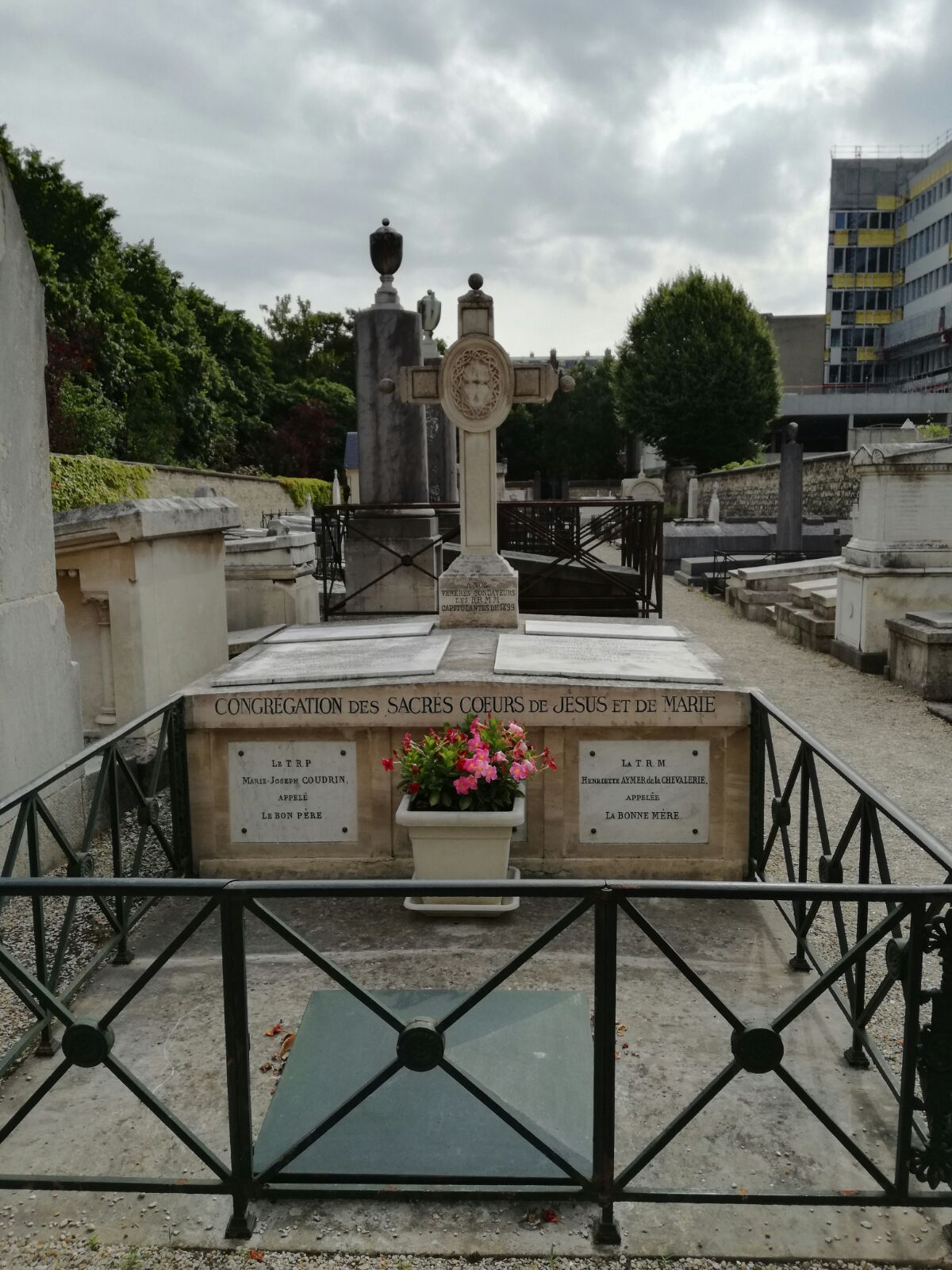
Tumba actual de Pedro Coudrin y de Enriqueta Aymer en la casa de la Congregación de los Sagrados Corazones en el n.º 37 de la Rue Picpus, París.